# Tylophora nana
Tylophora nana là một loài thực vật có hoa trong họ La bố ma. Loài này được C.K. Schneid. miêu tả khoa học đầu tiên năm 1916.